# Stazione di Hoogeveen
Hoogeveen, è una stazione ferroviaria secondaria passante di superficie sulla linea ferroviaria Meppel-Groninga nella città di Hoogeveen, Paesi Bassi.